# Robert Körner
Robert Körner (21. august 1924 - 22. juni 1989) var en østrigsk fodboldspiller (angriber) og -træner. Han var en del af det østrigske landshold, der vandt bronze ved VM i 1954 i Schweiz.
Körner spillede hele sin aktive karriere, fra 1942 til 1958, for hovedstadsklubben Rapid Wien. Han var med til at vinde hele syv østrigske mesterskaber med klubben.
Körner spillede desuden 16 kampe og scorede ét mål for det østrigske landshold. Han var, med blandt andet sin bror Alfred Körner som holdkammerat, med på det østrigske hold, der vandt bronze ved VM i 1954 i Schweiz.
Efter sit karrierestop fungerede Körner som træner. Af fire omgange stod han i spidsen for Rapid Wien, som han førte til mesterskaber i både 1960 og 1964. Han havde også en periode som cheftræner hos tyske Mannheim